# Инуктитут
Инуктитут (на инуктитут: ᐃᓄᒃᑎᑐᑦ) е името на различните разновидности инуитски език, говорени в Канада. Той се говори навсякъде северно от горската линия, включително и в части от провинцията Нюфаундленд и Лабрадор, Квебек и отчасти в североизточна Манитоба, както и в териториите Нунавут, Северозападните територии и традиционно на юконското крайбрежие на Северния ледовит океан.
Според петнадесетото издание на Ethnologue, с името на инуктитут се означават следните инуитски езици:
- Инуктитут, източноканадски (ike)
- Инуктитут, западноканадски (ikt)
- Инуктитут, гренландски (kal)